# (4099) Wiggins
(4099) Wiggins est un astéroïde de la ceinture principale.

## Description
(4099) Wiggins est un astéroïde de la ceinture principale. Il fut découvert le 13 janvier 1988 à La Silla par Henri Debehogne. Il présente une orbite caractérisée par un demi-grand axe de 2,57 UA, une excentricité de 0,08 et une inclinaison de 15,6° par rapport à l'écliptique.

## Compléments